# Jože Borštnar
Jože Borštnar s partizanskim imenom Gabrovčan, slovenski partizan, politični komisar, politik, sodnik, prvoborec in narodni heroj, * 8. november 1915, Gabrovka, † 23. marec 1992, Ljubljana.
Borštnar je vstopil v KPS leta 1940. Po okupaciji Kraljevine Jugoslavije je organiziral sabotažne akcije na železnici, vzdrževal partijske povezave s Hrvaško in organiziral povezavo med NOB v Ljubljani in na Štajerskem čez italijansko-nemško mejo. Ob ustanovitvi Cankarjeve brigade 1942 je bil najprej namestnik, od decembra 1942 pa politični komisar brigade. Sodeloval je v številnih bojih na Dolenjskem in Hrvaškem, med drugim tudi v napadu na italijanski bataljon v Jelenovem Žlebu. Avgusta 1943 je postal politični komisar 15. divizije; februarja 1944 pa politični komisar IV. operativne cone. Od avgusta do decembra 1944 je bil komandant IV. operativne cone nato pa je postal komandant 9. korpusa. V slovenskem primorju je vodil obrambne boje med veliko sovražnikovo ofenzivo in preboj sovražnikove obkolitve na Vojskem, reorganiziral korpus in vodil njegove sklepne boje za osvoboditev Gorice in Trsta.
Ob osvoboditvi Ljubljane je postal najprej komandant mesta, nato sredi julija 1945 direktor Državnih železnic Slovenije, potem pa pomočnik zveznega ministra za promet, nato minister za lokalni promet LRS ter minister za trgovino in preskrbo. Leta 1952 je postal delegat vlade Slovenije v CK KPS pri vojni upravi v coni B STO. Potem je postal predsednik Glavnega odbora ZZB NOV Slovenije in sodnik ustavnega sodišča SRS.
Bil je rezervni generalmajor JLA.

## Odlikovanja
- red narodnega heroja
- red partizanske zvezde I. stopnje
- red bratstva in enotnosti I. stopnje
- red za hrabrost
- red zaslug za ljudstvo II. stopnje
- partizanska spomenica 1941